# AKOE Educació
AKOE Educació és una cooperativa de segon grau del País Valencià que treballa l'àmbit de l'educació amb valors progressistes fundada en 2006. El seu objectiu seria el de recolzar les entitats que la formen, per tal de liderar un procés d'innovació i eficiència en la gestió educativa. Una de les maneres d'assolir aquest objectiu seria la de compartir informació i experiències entre els diferents centres educatius que en formen part.
Els centres que formen part d'AKOE són: Florida Centre de Formació Superior, Grup Sorolla, Escola El Drac, Escola 2, Escola La Masia, Juan Comenius Coop, La Nostra Escola Comarcal, Escola Les Carolines i Escola Gavina.
El 2013 crearen una escola de mestres.